# Lascaux (Corrèze)
Lascaux (en occitano Las Caums) es una comuna   y población de Francia, en la región de Lemosín, departamento de Corrèze, en el distrito de Brive-la-Gaillarde y cantón de Yssandonnaix.
Su población en el censo de 2008 era de 172 habitantes.
Está integrada en la Communauté de communes du Bassin de la Loyre.

## Demografía
| 246 | 252 | 221 | 193 | 167 | 154 | 172 |
| Para los censos de 1962 a 1999 la población legal corresponde a la población sin duplicidades (Fuente: INSEE [Consultar]) |     |     |     |     |     |     |